# Silver Rails
Silver Rails je sólové studiové album skotského baskytaristy Jacka Bruce, vydané v březnu 2014 u vydavatelství Esoteric Recordings. Nahrávání alba probíhalo v londýnském studiu Abbey Road Studios a o produkci se staral Rob Cass. Na albu se podílela řada hostů, jako jsou například Phil Manzanera, Robin Trower, Uli Jon Roth nebo John Medeski. Autorem obalu alba je Sacha Jafri. Autorem hudby ke všem skladbám je sám Bruce, autory textů jsou pak v různých případech Margrit Seyffer, Kip Hanrahan a Bruceův dlouholetý spolupracovník Pete Brown.

## Seznam skladeb
| Pořadí | Název               | Autor                       | Délka |
| ------ | ------------------- | --------------------------- | ----- |
| 1.     | Candlelight         | Jack Bruce, Margrit Seyffer | 4:20  |
| 2.     | Reach for the Night | Bruce, Pete Brown           | 6:19  |
| 3.     | Fields of Forever   | Bruce, Brown                | 4:35  |
| 4.     | Hidden Cities       | Bruce, Kip Hanrahan         | 5:01  |
| 5.     | Don't Look Now      | Bruce, Brown                | 5:06  |
| 6.     | Rusty Lady          | Bruce, Brown                | 5:13  |
| 7.     | Industrial Child    | Bruce, Brown                | 3:40  |
| 8.     | Drone               | Bruce                       | 4:47  |
| 9.     | Keep It Down        | Bruce, Brown                | 4:57  |
| 10.    | No Surrender        | Bruce, Brown                | 3:33  |

## Obsazení
- Jack Bruce – zpěv, baskytara, klavír, mellotron
- Bernie Marsden – kytara
- Phil Manzanera – kytara
- Robin Trower – kytara
- Uli Jon Roth – kytara
- Malcolm Bruce – kytara
- Tony Remy – kytara
- Pearse MacIntyre – kytara
- Milos Pál – bicí, djembe
- Cindy Blackman Santana – bicí
- Frank Tontoh – bicí
- John Medeski – varhany, mellotron
- Rob Cass – perkuse
- Derek Nash – tenorsaxofon
- Winston Rollins – pozoun
- Russell Bennett – trubka
- Aruba Red – zpěv
- Chantelle Nandi – zpěv
- Julie Iwheta – zpěv
- Kyla Bruce – zpěv